# Peter Mutharika
Arthur Peter Mutharika (Chisoka, 18 de julho de 1940) é um advogado, educador e político do Malawi. Foi o presidente de seu país de 31 de agosto de 2014 a 28 de junho de 2020.

## Vida
Mutharika tem trabalhado no campo da justiça internacional, especializada em direito econômico internacional, direito internacional e direito constitucional comparado. Ele serviu informalmente como conselheiro de seu irmão mais velho, o presidente Bingu wa Mutharika, em questões de política externa e interna desde o início de sua campanha eleitoral até a morte do presidente em 5 de abril de 2012.
Ele também ocupou cargos como Ministro da Justiça e posteriormente como Ministro da Educação, Ciência e Tecnologia. Mutharika também serviu como Ministro dos Negócios Estrangeiros de 2011 a 2012. Ele foi encarregado de ajudar a estabelecer uma ponte entre as relações entre Malawi e o Reino Unido devido à deterioração da diplomacia pública entre as duas nações após a controvérsia Cochrane-Dyet. Candidato do Partido Democrático Progressista, Peter Mutharika foi eleito Presidente do Malawi nas eleições de 2014.

### Vazamento de polêmica por canal diplomático
Em abril de 2011, o jornal malauiano The Nation publicou um artigo citando um telegrama diplomático vazado de Fergus Cochrane-Dyet (Alto Comissário Britânico no Malawi) no qual ele escrevia que o presidente do Malauí, Bingu wa Mutharika, estava "se tornando cada vez mais autocrático e intolerante com as críticas". Em 27 de abril, o governo do Malawi declarou Cochrane-Dyet persona non grata e expulsou-o do país. O Reino Unido respondeu expulsando a alta comissária interina do Malawi, a Sra. Flossie Chidyaonga. A ajuda britânica ao Malawi também foi cortada.

Em outubro de 2011, Mutharika se desculpou pela expulsão de Cochrane-Dyet e suspendeu sua proibição do Malawi. Mutharika morreu em abril de 2012 e, pouco depois, o Ministro das Relações Exteriores britânico anunciou que um novo alto comissário seria nomeado.